# Spojené státy americké na Letních olympijských hrách 1908
Spojené státy americké na Letních olympijských hrách v roce 1908 v Londýně reprezentovalo 122 mužů v 10 sportech.

## Medailisté
| Medaile | Jméno                                                                                      | Sport             | Soutěž                                    |
| ------- | ------------------------------------------------------------------------------------------ | ----------------- | ----------------------------------------- |
| Zlato   | Melvin Sheppard                                                                            | Atletika          | Muži 800 m                                |
| Zlato   | Melvin Sheppard                                                                            | Atletika          | Muži 1500 m                               |
| Zlato   | John Hayes                                                                                 | Atletika          | Muži marathon                             |
| Zlato   | Forrest Smithson                                                                           | Atletika          | Muži 110 m překážek                       |
| Zlato   | Charles Bacon                                                                              | Atletika          | Muži 400 m překážek                       |
| Zlato   | Nathaniel Cartmell William Hamilton John Taylor Melvin Sheppard                            | Atletika          | Muži štafeta                              |
| Zlato   | Frank Irons                                                                                | Atletika          | Muži skok daleký                          |
| Zlato   | Harry Porter                                                                               | Atletika          | Muži skok vysoký                          |
| Zlato   | Edward Cook                                                                                | Atletika          | Muži skok o tyči                          |
| Zlato   | Alfred Gilbert                                                                             | Atletika          | Muži skok o tyči                          |
| Zlato   | Ray Ewry                                                                                   | Atletika          | Muži skok daleký z místa                  |
| Zlato   | Ray Ewry                                                                                   | Atletika          | Muži skok daleký z místa                  |
| Zlato   | Ralph Rose                                                                                 | Atletika          | Muži vrh koulí                            |
| Zlato   | Martin Sheridan                                                                            | Atletika          | Muži hod diskem                           |
| Zlato   | Martin Sheridan                                                                            | Atletika          | Muži hod diskem řecký styl                |
| Zlato   | John Flanagan                                                                              | Atletika          | Muži hod kladivem                         |
| Zlato   | Jay Gould II                                                                               | Jeu de paume      | Muži                                      |
| Zlato   | Charles Benedict Kellogg Casey Ivan Eastman William Leushner William Martin Charles Winder | Sportovní střelba | Družstvo mužů 300 m vojenská puška        |
| Zlato   | Walter Winans                                                                              | Sportovní střelba | Muži 100 metrů běžící jelen; dva výstřely |
| Zlato   | Charles Axtell Irving Calkins John Dietz James Gorman                                      | Sportovní střelba | Družstvo mužů pistole                     |
| Zlato   | Charles Daniels                                                                            | Plavání           | Muži 100 m volný způsob                   |
| Zlato   | George Mehnert                                                                             | Zápas             | Muži volný styl v bantamové váze          |
| Zlato   | George Dole                                                                                | Zápas             | Muži volný styl v pérové váze             |
| Stříbro | James Rector                                                                               | Atletika          | Muži 100 m                                |
| Stříbro | Robert Cloughen                                                                            | Atletika          | Muži 200 m                                |
| Stříbro | John Garrels                                                                               | Atletika          | Muži 110 m překážek                       |
| Stříbro | Harry Hillman                                                                              | Atletika          | Muži 400 m překážek                       |
| Stříbro | George Bonhag John Eisele Herbert Trube                                                    | Atletika          | Družstva - 3 mile                         |
| Stříbro | Daniel Kelly                                                                               | Atletika          | Muži skok daleký                          |
| Stříbro | John Biller                                                                                | Atletika          | Muži skok vysoký z místa                  |
| Stříbro | Merritt Giffin                                                                             | Atletika          | Muži hod diskem                           |
| Stříbro | Matt McGrath                                                                               | Atletika          | Muži hod kladivem                         |
| Stříbro | Bill Horr                                                                                  | Atletika          | Muži hod diskem řecký styl                |
| Stříbro | Kellogg Casey                                                                              | Sportovní střelba | Muži 1000 yd libovolná malorážka          |
| Stříbro | Harry Simon                                                                                | Sportovní střelba | Muži 300 m rifle tři pozice               |
| Bronz   | Henry B. Richardson                                                                        | Lukostřelba       | Muži double York round                    |
| Bronz   | Nathaniel Cartmell                                                                         | Atletika          | Muži 200 m                                |
| Bronz   | Joseph Forshaw                                                                             | Atletika          | Muži marathon                             |
| Bronz   | Arthur Shaw                                                                                | Atletika          | Muži 110 m překážek                       |
| Bronz   | John Eisele                                                                                | Atletika          | Muži 3200 m steeplechase                  |
| Bronz   | Charles Jacobs                                                                             | Atletika          | Muži skok o tyči                          |
| Bronz   | John Garrels                                                                               | Atletika          | Muži vrh koulí                            |
| Bronz   | Bill Horr                                                                                  | Atletika          | Muži hod diskem                           |
| Bronz   | Martin Sheridan                                                                            | Atletika          | Muži skok daleký z místa                  |
| Bronz   | George Gaidzik                                                                             | Skoky do vody     | Muži prkno 3 m                            |
| Bronz   | James Gorman                                                                               | Sportovní střelba | Muži 50 m libovolná pistole               |
| Bronz   | Charles Daniels Leo Goodwin Harry Hebner Leslie Rich                                       | Plavání           | Muži štafeta 4 x 200 m volný způsob       |